# Ścianka działowa

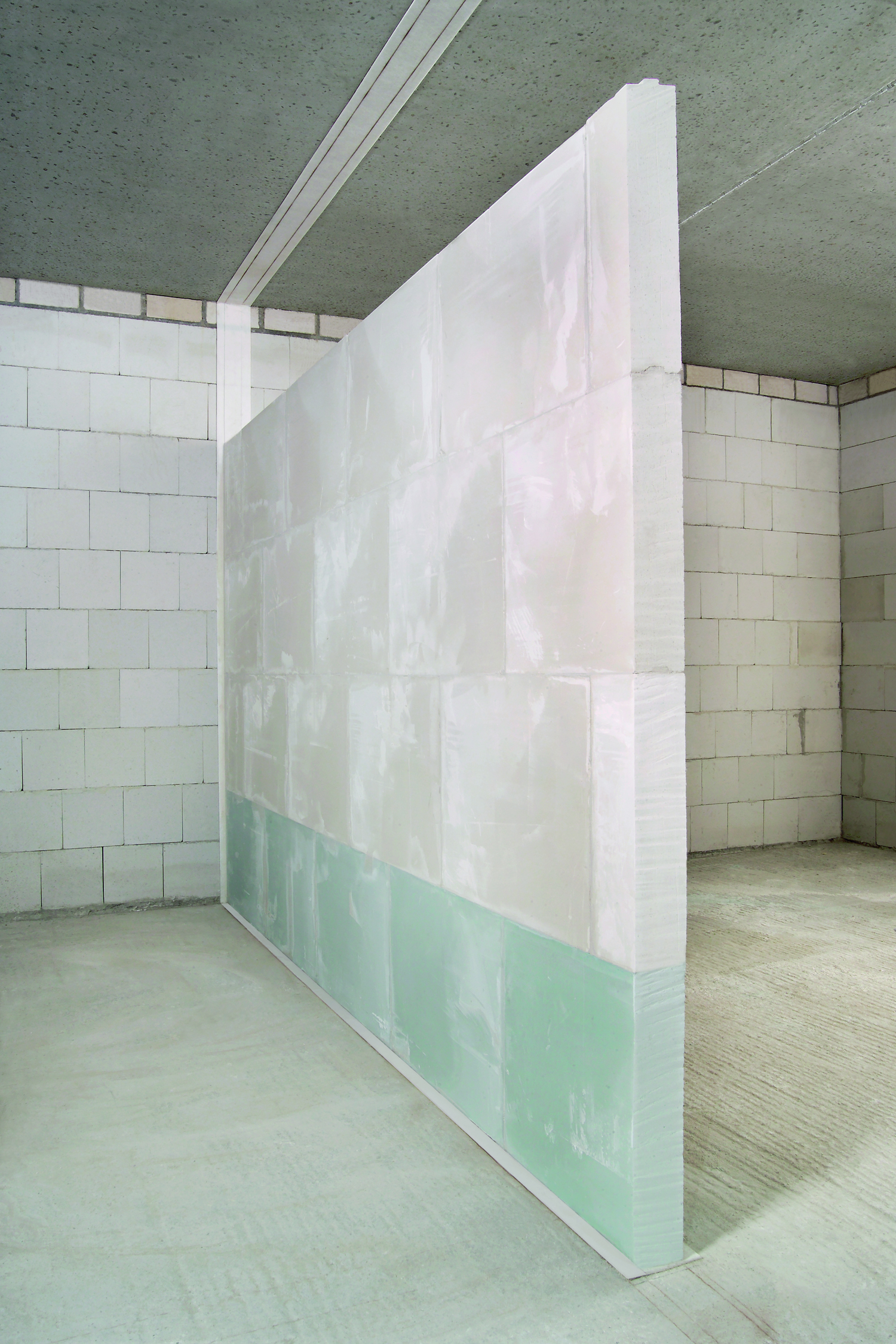
Ścianka działowa

Ścianka działowa – rodzaj ściany wewnętrznej budynku. Rozdziela ona pomieszczenia budynku, nie stanowi jednak elementu konstrukcyjnego i nie posiada właściwości nośnych. Ściana taka powinna spełniać przepisowe wymagania dotyczące dźwiękoszczelności i odporności ogniowej. Usunięcie ściany działowej nie narusza konstrukcji budynku.
Ściany działowe wykonywane są najczęściej z cegły lub pustaków ściennych szczelinowych i posiadają wykończenie w postaci tynku wewnętrznego. Stosuje się też systemy budowlane, w skład których wchodzą płyty gipsowo-kartonowe mocowane do szkieletu drewnianego bądź stalowego. Uszczelnieniem dźwiękowym takich systemów jest najczęściej wełna mineralna.
Najczęściej stosowaną grubością materiałów na ściany działowe są: 11,5 cm. Zdarzają się również szerokości 8, 10, 15 lub 18 cm, rzadziej szerokości 6,5 cm (cegły postawione na sztorc).